# كارتر بيج
كارتر بيج (بالإنجليزية: Carter Page)‏ هو شخصية أعمال أمريكي، ولد في 3 يونيو 1971 في منيابولس في الولايات المتحدة.